# Viminal

Harta schematică a celor șapte coline ale Romei

Viminalul (în latină Collis Viminalis, în italiană Viminale) este cea mai mică din cele Șapte Coline ale Romei. Se află între colina Quirinal și Colina Esquillin.

## Descriere
Pe Viminal se află gara Roma Termini și cea mai prestigioasă operă din oraș, Teatro dell’Opera di Roma. 
Termele lui Dioclețian sunt situate, și ele, în apropiere, la nord est de colină.
În apropiere se află Bazilica Santa Maria Maggiore, Institutul Pontifical Oriental și Santa Prassede, o biserică din secolul al IV-lea.